# Сіман Моргаду
Сіман Моргаду (порт. Simão Morgado, 4 березня 1979) — португальський плавець.
Учасник Олімпійських Ігор 2000, 2004, 2008, 2012 років.